# Presidente

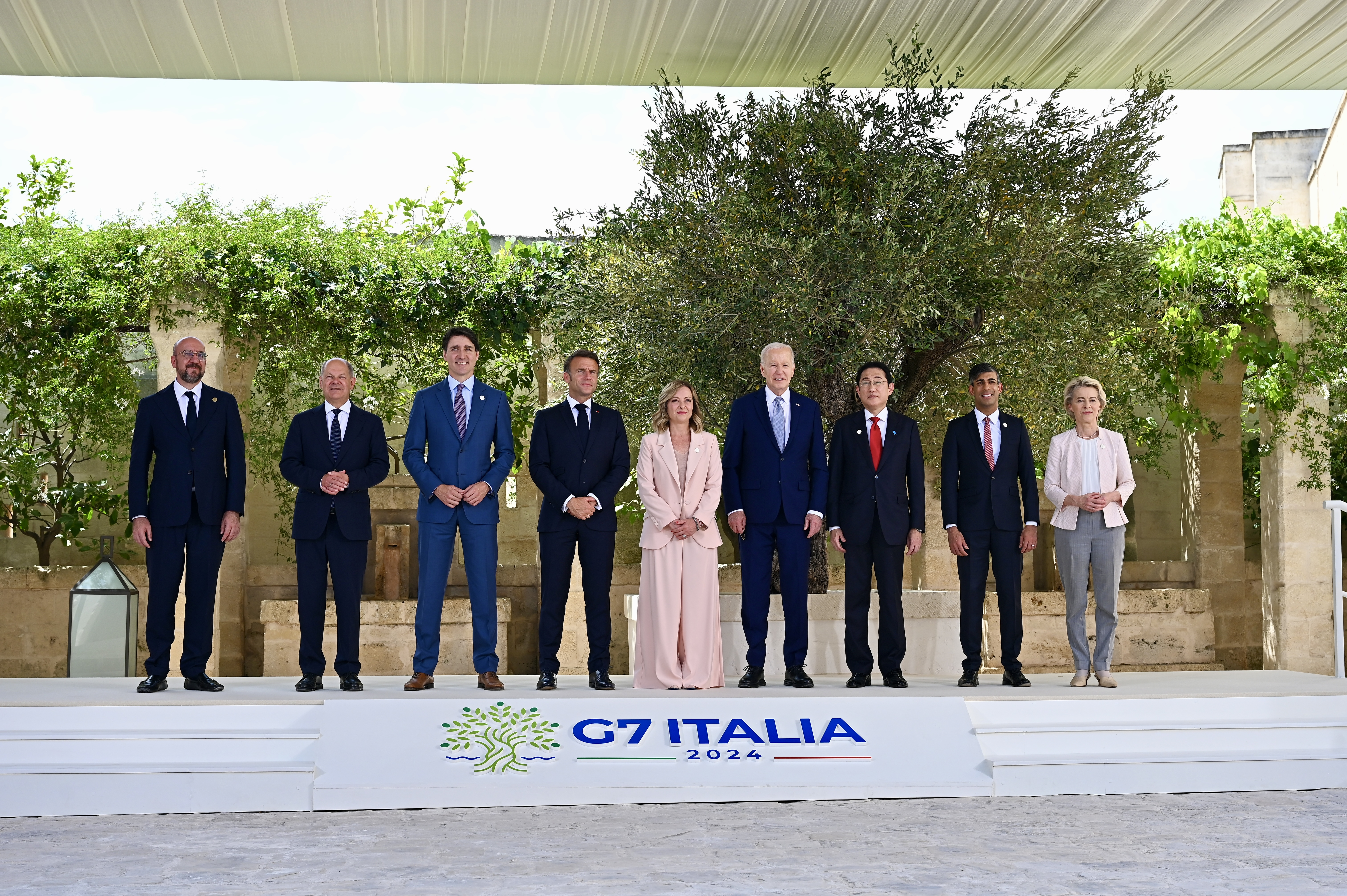
Al G7 del 2024 in Italia erano presenti, tra i leader: la presidente della Commissione europea Ursula von der Leyen; Charles Michel, Presidente del Consiglio europeo; Giorgia Meloni, Presidente del Consiglio dei ministri della Repubblica Italiana; Joe Biden, Presidente degli Stati Uniti d'America; Emmanuel Macron, Presidente della Repubblica francese.

Il titolo di presidente (dal latino prae sedere, 'sedersi prima', abbreviato pres.) è attribuito a una persona che svolge un ruolo di predominanza all'interno di uno Stato o un'organizzazione.
Comunemente, viene attribuito a un capo di Stato di un paese il cui ordinamento politico è quello di una repubblica presidenziale, semi-presidenziale, o che comunque preveda l'esercizio delle funzioni di capo di Stato da parte di un presidente, che può essere a capo dello Stato, del governo o di entrambi, o a un individuo capace di poter detenere il comando su altre divisioni amministrative della suddetta nazione.
Viene inoltre utilizzato per indicare un individuo che svolge un ruolo in primo piano all'interno di organizzazioni aziendali e società per azioni di vario tipo, esercitando un'influenza importante sulle azioni dell'attività, svolgendo spesso un ruolo uguale o comunque vicino a quello del CEO.

## Caratteri generali
Il termine può essere riferito a:
- l'organo monocratico posto al vertice di uno stato, un ente, un'associazione, una società o, in generale, un'organizzazione pubblica o privata, con funzioni di rappresentanza e altre, variabili da organizzazione a organizzazione, che possono andare da un ruolo quasi esclusivamente simbolico, a funzioni di garanzia, fino alla direzione al massimo livello dell'organizzazione;
- alla persona che ha il compito di convocare le sedute di un collegio, dirigerne lo svolgimento e proclamare il risultato delle votazioni. Normalmente il presidente di un collegio è anche membro dello stesso.

Certe lingue, a differenza dell'italiano, hanno termini diversi per indicare i due ruoli sopra descritti: ad esempio, l'inglese usa president nel primo significato e chairman nel secondo. D'altra parte, non è raro che i due ruoli siano uniti nella stessa persona, infatti in molte organizzazioni il presidente dell'organizzazione presiede anche l'organo collegiale di governo della stessa: si pensi ai presidenti delle regioni e province italiane, che sono anche membri e presidenti delle rispettive giunte.
Il presidente è di solito elettivo e la sua carica quasi sempre di durata limitata. Può essere affiancato da uno o più vicepresidenti, che lo sostituiscono in caso di assenza o impedimento e, in certi casi, lo coadiuvano nelle esercizio delle sue funzioni. In alcune organizzazioni c'è anche la figura del presidente onorario, che riveste la carica a titolo puramente onorifico e non ne esercita effettivamente le funzioni.
In alcuni ampi collegi, come le assemblee parlamentari, il presidente, i vicepresidenti ed eventualmente altri membri degli stessi compongono un collegio ristretto denominato ufficio di presidenza o praesidium.

## Presidente della repubblica
La quasi totalità delle odierne repubbliche utilizza il titolo presidente della repubblica (o presidente federale o, in alcuni ordinamenti, semplicemente presidente) per designare il capo dello Stato (attualmente le uniche eccezioni sono la Repubblica di San Marino, ove i due capi dello stato hanno il titolo di capitani reggenti, e le repubbliche che, come la Svizzera, hanno un capo di Stato collegiale). Il titolo è usato anche in molti regimi dittatoriali odierni, nei quali il dittatore cerca di mantenere una parvenza di legalità utilizzando una denominazione propria degli stati democratici.
Secondo la forma di governo adottata, il presidente può essere solo capo dello stato, con funzioni di garanzia e rappresentanza, come avviene nelle repubbliche parlamentari, oppure unire al ruolo di capo dello stato quello di capo del governo, come avviene nelle repubbliche presidenziali; quanto alle repubbliche semipresidenziali, capo del governo e capo dello stato sono distinti, ma il governo deve godere della fiducia del presidente (oltre a quella del parlamento); inoltre, nel modello rappresentato dalla Quinta Repubblica francese, il presidente ha anche funzioni dirette di governo in alcune materie, soprattutto riguardo a politica estera e difesa, e può presiedere il consiglio dei ministri. Il diverso ruolo si riflette sulle modalità di elezione del presidente: le repubbliche parlamentari tendono a prevedere l'elezione da parte del parlamento (eventualmente integrato da rappresentanti degli enti territoriali), mentre le repubbliche presidenziali e semipresidenziali l'elezione da parte del popolo, direttamente o per il tramite di un collegio di grandi elettori a loro volta eletti dal popolo.
Il primo paese a usare il titolo di presidente per il capo dello stato furono gli Stati Uniti d'America nel 1789 con George Washington. Il titolo fu ripreso da quello del Presidente del Congresso Continentale, usato a partire dal 1774; questo, peraltro, non era a capo del potere esecutivo, limitandosi a presiedere tale organo; già in precedenza alcune delle Tredici Colonie (per prima la Virginia nel 1608) avevano utilizzato il titolo di presidente del consiglio (in alternativa a luogotenente governatore) per chi presiedeva l'organo collegiale che affiancava il governatore. In America il titolo di presidente fu adottato da Haiti quando divenne indipendente nel 1807 e, in seguito, dagli stati latinoamericani che conseguirono l'indipendenza dalla Spagna. In Europa il titolo fu usato per la prima volta dalla Seconda Repubblica francese nel 1848; la carica fu attribuita a Luigi Napoleone Bonaparte che nel 1852 diverrà imperatore con il nome di Napoleone III. Il primo presidente africano fu quello della Liberia nel 1848, mentre il primo presidente asiatico fu quello della Cina nel 1912.

## Presidenti delle Camere
Ciascuna camera di un parlamento ha un presidente che nei paesi anglosassoni, in particolar modo nelle camere basse, è di solito denominato speaker (portavoce). Il presidente è di solito eletto dalla Camera tra i suoi membri; tuttavia, nelle camere non elettive è solitamente nominato dal capo dello stato. Negli Stati Uniti, così come in altre repubbliche presidenziali, soprattutto latinoamericane, che hanno seguito il modello statunitense, presidente di diritto della camera alta è il vicepresidente della repubblica o, a livello statale, il luogotenente governatore.
In molti ordinamenti - ma non in quelli anglosassoni - il presidente è affiancato da vicepresidenti ed eventualmente da segretari e, in alcuni ordinamenti, tra cui quello francese e quello italiano, da questori, anch'essi eletti dalla camera tra i propri membri, che assieme al presidente costituiscono l'ufficio di presidenza o praesidium.
Il presidente convoca le sedute della camera e ne dirige lo svolgimento, anche con poteri disciplinari e di polizia, assicurando, in particolare, l'ordinato svolgimento dei dibattiti e delle votazioni, di cui proclama il risultato. Tali funzioni dovrebbero essere svolte in modo imparziale nei confronti di maggioranza e opposizione, a prescindere dalla parte politica nella quale il presidente si riconosce; di fatto, mentre in certi sistemi (ad esempio quello britannico) è richiesta al presidente una rigorosa imparzialità, in altri (come quello statunitense) gli è concesso un ruolo più partigiano.
In vari ordinamenti il presidente, oltre alle funzioni quale organo interno della camera, ne ha altre proprie, ad esempio quella di nominare i titolari di alcuni organi di cui si vuole assicurare l'imparzialità (come le autorità indipendenti). Negli ordinamenti repubblicani i presidenti delle camere hanno funzioni vicarie del presidente della repubblica in mancanza del vicepresidente; in questo caso, se il parlamento è bicamerale, primo in ordine di successione è di solito il presidente della camera alta (così in Italia, ma in Polonia è invece il maresciallo, ossia il presidente, della camera bassa).

## Presidente di società

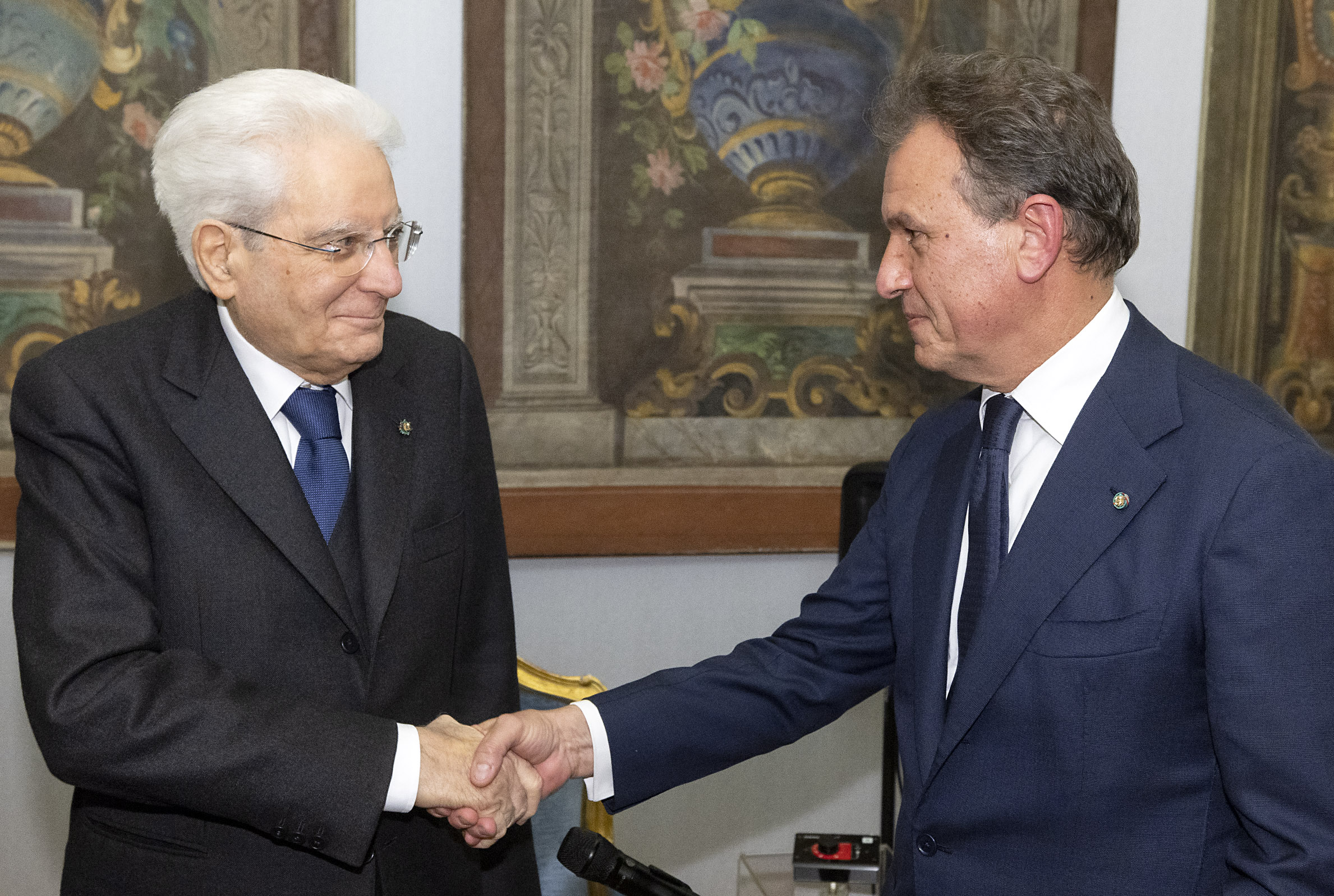
Il Presidente della Repubblica italiana Sergio Mattarella con Vito Cozzoli, Presidente e Amministratore Delegato di Sport e Salute S.p.a, nel 2023

Le società per azioni e le aziende organizzate in modo analogo hanno un presidente del consiglio di amministrazione che, specie nelle società più piccole, può essere anche capo azienda, sebbene sia ritenuta più opportuna la separazione tra i due ruoli. Negli ordinamenti che, sul modello tedesco, adottano il sistema dualistico di governo d'impresa, scindendo il consiglio di amministrazione in due organi collegiali, il consiglio di sorveglianza e il consiglio di gestione, ciascuno di questi ha un proprio presidente e le due cariche devono essere ricoperte da persone diverse.
Nelle società statunitensi il presidente (chairman) del consiglio di amministrazione può essere diverso dal presidente (president) della società; quest'ultima carica può essere attribuita al chief executive officer (CEO), l'amministratore delegato (AD) oppure, specie nelle società più grandi, a un manager direttamente subordinato al CEO, il chief operating officer (COO), figura assimilabile al direttore generale delle società italiane. Negli Stati Uniti, inoltre, è prassi attribuire la carica di vicepresidente (vice president) della società a manager subordinati al CEO; vi possono essere numerosi vicepresidenti e tra essi alcuni possono portare il titolo di senior vice president (SVP) o executive vice president (EVP) che denotano una posizione di preminenza (l'EVP anche rispetto al SVP).
In Giappone si distingue il shachō (社長), traducibile con presidente della società, dall'eventuale kaichō (会長), traducibile con presidente del consiglio di amministrazione: il primo è il capo azienda, il secondo è tradizionalmente un shachō ormai ritiratosi, talora il fondatore della società, che può mantenere una notevole influenza, pur senza poteri formali.

## Significati storici
In passato il titolo di presidente è stato utilizzato anche con il significato di governatore: ad esempio, nello Stato Pontificio era attribuito ai governatori della Romagna e delle Marche.
Nella Repubblica di Venezia il titolo era attribuito ad alcuni magistrati: ad esempio, il presidente alle vendite era incaricato di vendere all'incanto pubblici uffici per procurare entrate allo stato.

## Ordinamento italiano
Nell'ordinamento italiano il titolo di presidente è attribuito, tra gli altri:
- al capo dello stato, denominato Presidente della Repubblica;
- al capo del governo, denominato Presidente del Consiglio dei ministri;
- al Presidente del Senato della Repubblica e al Presidente della Camera dei deputati (il quale assume anche il ruolo di Presidente del parlamento nel caso di seduta comune delle Camere)
- al Presidente della Corte costituzionale;
- al capo dell'esecutivo di una regione, denominato presidente della giunta regionale;
- al capo dell'esecutivo di una provincia, denominato presidente della provincia;
- al magistrato posto a capo di un ufficio giudiziario o di una sua sezione; il magistrato posto a capo della Corte di cassazione porta il titolo di primo presidente.